# Mass of the Fermenting Dregs
Mass of the Fermenting Dregs (яп. マス オブ ザ ファーメンティング ドレッグス, Masu obu za Fāmentingu Doreggusu) — це постхардкор/шуґейз тріо, утворене в Кобе, Японія у 2002 році. Вони також відомі за скороченою формою своєї назви — Masu Dore (マスドレ). Вони відомі своїм щільно аранжованим, гітароцентричним стилем, мелодійним поп-вокалом високоенергійною сценічною подачею на живих виступах.
Вони співпрацювали з японським інді-рок лейблом AVOCADO Records з моменту виходу їхнього однойменного мініальбому в січні 2008 року.

## Історія

### Рання кар'єра
Гурт Mass of the Fermenting Dregs був створений у 2002 році в Кобе, префектура Хьоґо. Оригінальний склад був повністю жіночий: Нацуко Міямото, Чіемі Ісімото та Рейко Ґото. Назву гурту було створено шляхом простого поєднання слів, які подобалися учасницям. Після відходу Рейко у жовтні 2007 року гурт гастролював з офіційним складом Нацуко та Чіемі, за участю різних музикантів, які виконували роль «допоміжних барабанщиків». Їхній прорив стався на змаганні «Road to Tarbox Audition» 2007 року, організованому EMI Japan, який познайомив гурт з відомим американським продюсером Дейвом Фрідманном (The Flaming Lips, OK Go) зі студії Tarbox Road Studios. За участі Фрідмана як продюсера вони записали два треки, I F A Surfer і Bears (ベアーズ), які з'явилися у 2008 році в однойменному міні-альбомі. У 2010 році допоміжний барабанщик Йошіно Цутому став офіційним учасником гурту, ще до виходу їхнього дебютного альбому з мейджор-лейблом.

### Вибуття Чіємі Ішімото
У жовтні 2010 року було оголошено, що Чіемі Ішімото, гітаристка гурту, яка була з ним протягом шости років, покине гурт після завершення національного туру 11 грудня 2010 року. Причиною її відходу став медичний панічний розлад. Останній виступ Ішімото відбувся у клубі Shibuya Club Quattro. Гітаристка і вокалістка гурту Chatmonchy Еріко Хашімото була присутня на виступі, поділившись захоплюючими враженнями від заключного виконання «End Roll» у своєму блозі на офіційному сайті свого гурту.

### Вибуття Йошіно Цутому
У грудні 2011 року Йошіно Цутому оголосив, що покидає гурт з неназваних причин. Міямото залишилася єдиною активною учасницею гурту і єдиною з оригінальних засновників гурту.

### Розпад гурту
Попри те, що Нацуко Міямото з допомогою учасників гурту продовжувала виступати як Mass of the Fermenting Dregs до весни 2012 року, 1 вересня того ж року вона офіційно оголосила, що Mass of the Fermenting Dregs припинить своє існування від цього дня. На прощання Міямото поділилася останніми роботами, записаними ще під час перебування Цутому у складі гурту. Пісня під назвою «たんたんたん» (тантантан) була доступна для завантаження за прямим посиланням, розміщеним на сторінці, що містить прощальний лист до шанувальників на офіційному сайті M.o.F.D.

### Возз'єднання (2015–дотепер)
У грудні сайт M.o.F.D. почав оновлюватися, і з нього було видалено лист про розпад гурту. Нацуко Міямото натякала у Твіттері щодо M.o.F.D., і згодом гурт підтвердив свою участь у новорічному концерті New Year's Q2 Concert, таким чином підтвердивши возз'єднання гурту. У травні 2016 року гурт грав у трьох містах Канади в рамках концертного туру «Next Music From Tokyo».
1 серпня 2022 року сайт M.o.F.D. було оновлено, анонсуючи новий альбом під назвою «Awakening: Sleeping». Того ж дня аналогічні анонси були зроблені на акаунті гурту в Instagram, а також на акаунті Нацуко Міямото, де було оголошено про цифровий реліз 17 серпня 2022 року, а також про реліз на CD 7 жовтня. Гурт також оголосив, що наступного року планує провести тур Європою.

## Стиль і впливи
Звучання музики гурту часто порівнюють зі звуком інших впливових японських пост-хардкор виконавців, зокрема NUMBER GIRL (ナンバー・ガール). Їх часто асоціюють з альтернативним/прогресивним рок-гуртом 9mm Parabellum Bullet (キューミリ・パラベラム・バレット), з яким вони гастролювали на початку 2009 року. На англомовній версії сайту групи також стверджується, що на написання пісень вплинули альтернативні рок-гурти Sugar, The Wedding Present і The Smashing Pumpkins.

## Члени

### Поточні члени
- Нацуко Міямото (宮本菜津子) нар. 9 квітня 1983 р. — бас-гітара, вокал
- Ісао Йошіно (吉野功) — барабани, вокал
- Наоя Оґура (小倉直也) — гітара, вокал

### Колишні члени
- Йошіно Цутому (吉野功), активний 2010—2011 рр. — ударні[12][2]
- Рейко Ґото (後藤玲子), активна 2002—2007 рр. — ударні, бек-вокал
- Чіємі Ішімото (石本知恵美) нар. 25 березня 1984 р., активна 2002—2010 рр. — гітара, бек-вокал

## Дискографія
Kirametal (демо) — альбом випущено 15 вересня 2006 року, незалежний реліз
| #  | Назва           | Тривалість |
| -- | --------------- | ---------- |
| 1. | «delusionalism» | 3:41       |
| 2. | «I F A SURFER»  | 3:35       |
| 3. | «skabetty»      | 4:44       |

MASS OF THE FERMENTING DREGS — альбом випущено 16 січня 2008 року, AVOCADO Records
| #  | Назва                              | Тривалість |
| -- | ---------------------------------- | ---------- |
| 1. | «delusionalism»                    | 3:41       |
| 2. | «Highlight (ハイライト Hairaito)»  | 3:50       |
| 3. | «skabetty»                         | 4:46       |
| 4. | «Endroll (エンドロール Endorooru)» | 9:27       |
| 5. | «I F A SURFER»                     | 3:40       |
| 6. | «Bears (ベアーズ Beaazu)»          | 4:46       |

World is Yours (ワールド イズ ユアーズ　Waarudo Izu Yuaazu) — альбом випущено 21 січня 2009 року, AVOCADO Records
| #  | Назва                                                                            | Тривалість |
| -- | -------------------------------------------------------------------------------- | ---------- |
| 1. | «Kono Supīdo No Saki He (このスピードの先へ, tr. After this Speed)»              | 3:24       |
| 2. | «Aoi, Koi, Daidaīro No Hi (青い、濃い、橙色の日, tr. Blue, Deep and Orange Day)» | 4:41       |
| 3. | «Kaku Iu Mono (かくいうもの, tr. Such Things)»                                   | 4:03       |
| 4. | «She is inside, He is outside»                                                   | 2:53       |
| 5. | «Nan Nan (なんなん)»                                                             | 3:39       |
| 6. | «World is Yours (ワールド イズ ユアーズ)»                                        | 3:31       |

Hikizuru Beat / Made. (ひきずるビート / まで。　Hikizuru bīto/ made.) — альбом випущено 2 жовтня 2010 року, AVOCADO Records
| #  | Назва                                               | Тривалість |
| -- | --------------------------------------------------- | ---------- |
| 1. | «Hikizuru bīto (ひきずるビート, tr. Dizzying beat)» | 4:16       |
| 2. | «Made. (まで。, tr. Until.)»                        | 3:20       |

ゼロコンマ、色とりどりの世界 — альбом випущено 8 квітня 2010 року, AVOCADO Records
| #  | Назва                                                                                             | Тривалість |
| -- | ------------------------------------------------------------------------------------------------- | ---------- |
| 1. | «Zero Comma Iro Toridori No Sekai (ゼロコンマ、色とりどりの世界, tr. Zero Comma, Colorful World)» | 4:32       |
| 2. | «Made (Jounetsu Mix) (まで。情熱ミックス)»                                                        | 3:21       |
| 3. | «Owari No Hajimari (終わりのはじまり, tr. The Beginning of the End)»                              | 2:58       |
| 4. | «RAT»                                                                                             | 3:18       |
| 5. | «ONEDAY»                                                                                          | 5:06       |
| 6. | «Cider To Kimi (サイダーと君)»                                                                    | 3:32       |
| 7. | «Zureru (ズレる)»                                                                                 | 3:25       |
| 8. | «Hikizuru Beat (ひきずるビート)»                                                                  | 4:17       |
| 9. | «Sanzameku (さんざめく)»                                                                          | 4:56       |

たんたんたん — сингл випущено 9 січня 2012 року (реліз через офіційний вебсайт — тільки для завантаження)
| #  | Назва                      | Тривалість |
| -- | -------------------------- | ---------- |
| 1. | «tantantan (たんたんたん)» | 4:21       |

スローモーションリプレイ — сингл випущено 3 січня 2017 року на 7" вінілі
| #  | Назва                                           | Тривалість |
| -- | ----------------------------------------------- | ---------- |
| 1. | «Slow-Motion Replay (スローモーションリプレイ)» | 3:36       |

No New World — альбом випущено 7 квітня 2018 року, незалежний релізнезалежний реліз
| #  | Назва                                           | Тривалість |
| -- | ----------------------------------------------- | ---------- |
| 1. | «New Order»                                     | 3:27       |
| 2. | «あさひなぐ (ASAHINAGU)»                        | 4:19       |
| 3. | «だったらいいのにな (If Only)»                  | 3:44       |
| 4. | «YAH YAH YAH»                                   | 0:50       |
| 5. | «No New World»                                  | 2:59       |
| 6. | «HuHuHu»                                        | 2:40       |
| 7. | «Sugar»                                         | 5:07       |
| 8. | «スローモーションリプレイ (Slow-motion Replay)» | 3:37       |

Naked Album — альбом випущено 14 серпня 2020 року, незалежний релізнезалежний релізнезалежний реліз
| #   | Назва                                           | Тривалість |
| --- | ----------------------------------------------- | ---------- |
| 1.  | «decision (2011/5/15 at GALVASTUDIO)»           | 6:12       |
| 2.  | «くぼたさん (2011/5/15 at GALVASTUDIO)»         | 3:36       |
| 3.  | «うたを歌えば (2017/2/12 at OGC's ROOM)»        | 3:05       |
| 4.  | «New Order (2017/4/10 at Studio Revival)»       | 3:33       |
| 5.  | «Sugar (2017/1/14 at Studio Revival)»           | 5:04       |
| 6.  | «HuHuHu (2017/4/10 at Studio Revival)»          | 2:41       |
| 7.  | «あさひなぐ (2017/4/10 at Studio Revival)»      | 4:24       |
| 8.  | «だったらいいのにな (2011/5/15 at GALVASTUDIO)» | 3:57       |
| 9.  | «ADIDAS (2019/5/2 at Studio Revival)»           | 3:13       |
| 10. | «HOSSA (2011/6/15 at LDK Studio)»               | 2:40       |

Awakening: Sleeping — альбом випущено 17 серпня 2022 року, FLAKE SOUNDS
| #  | Назва                                            | Тривалість |
| -- | ------------------------------------------------ | ---------- |
| 1. | «Dramatic»                                       | 3:47       |
| 2. | «いらない (feat. 蛯名啓太 from Discharming man)» | 2:48       |
| 3. | «MELT»                                           | 3:10       |
| 4. | «1960»                                           | 8:28       |
| 5. | «Helluva (feat. Taigen Kawabe from BO NINGEN)»   | 2:01       |
| 6. | «Ashes»                                          | 3:06       |
| 7. | «After the rain»                                 | 1:54       |
| 8. | «鳥とリズム»                                     | 3:18       |
| 9. | «Just»                                           | 4:27       |